# Jabaco
Jabaco es un lenguaje de programación freeware para la máquina virtual Java. Permite programar empleando la sintaxis de Visual Basic 6 si bien implementa también la posibilidad de programación orientada a objetos.
Actualmente existe solamente una implementación de este lenguaje que puede descargarse y usarse gratuitamente desde la página oficial del proyecto.
El compilador Jabaco es una aplicación Java que genera a partir del código fuente Jabaco (Visual Basic 6) bytecodes ejecutables por la máquina virtual Java, e incluye un entorno integrado de desarrollo (IDE), y un depurador de código.
Sin embargo, la última versión liberada de este entorno fue el 1 de septiembre de 2009 (1.5.2), no hay ningún aviso en el portal sobre próximas liberaciones o avances. Por lo que parece que el proyecto está descontinuado.